# Gastrosaccus madagascariensis
Gastrosaccus madagascariensis är en kräftdjursart som beskrevs av Wooldridge, Mees och Webb 1997. Gastrosaccus madagascariensis ingår i släktet Gastrosaccus och familjen Mysidae. Inga underarter finns listade i Catalogue of Life.